# Odborný asistent
Odborný asistent (angl. assistant professor) je vysokoškolský učitel, akademický pracovník, který zpravidla absolvoval doktorský studijní program (doktor – Ph.D., doctor's degree, 8 v ISCED). Odborný asistent je zaměstnancem příslušné vysoké školy, přičemž se jedná o pracovní pozici vyšší než asistent a nižší než docent.
Odborný asistent se podílí na výuce i výzkumu, tedy převážně vede semináře (cvičení), případně i přednáší, publikuje, píše vysokoškolské studijní opory – skripta, může též vystupovat jako vedoucí či oponent rigorózních prací, vedoucí při semestrálních projektech, bakalářských pracích či diplomových (magisterských) pracích, řeší též granty (např. v ČR typicky GA ČR / TA ČR). Pokud splní podmínky, může se stát docentem.
Pracovní pozice „odborný asistent“ bývá také někdy pracovně zkracováno jako odb. as. před jménem (odborný asistent se zpravidla formálně oslovuje jeho titulem z doktorského programu, tedy např. MUDr. Jan Novák, Ph.D., Ing. Jan Novák, Ph.D., PhDr. Jan Novák, Ph.D., Mgr. Jan Novák, Dr., Mgr. Jan Novák, Th.D. – pane doktore, Ing. Jan Novák, CSc. – pane inženýre atp.).